# 가위여자
"가위여자"는 1993년에 개봉한 대한민국의 영화이다.

## 캐스팅
- 소비아 : 애란 역
- 한지일 : 도혁 역
- 이양호
- 박준길
- 박정용
- 장종렬
- 장철
- 김재훈
- 이종기